# Międzynarodowy Konkurs Graficzny na Ekslibris
Międzynarodowy Konkurs Graficzny na Ekslibris w Gliwicach
Konkurs organizowany przez Miejską Bibliotekę Publiczną w Gliwicach od 1995 roku. Celem tego przedsięwzięcia, odbywającego się co dwa lata, jest prezentowanie współczesnych tendencji w sztuce ekslibrisu. Jury przyznaje uczestnikom trzy nagrody regulaminowe, nagrodę specjalną za ekslibris Miejskiej Biblioteki Publicznej oraz wyróżnienia. Laureaci nagród regulaminowych otrzymują statuetki autorstwa Krzysztofa Nitscha oraz nagrody pieniężne. Prace przesłane na konkurs stają się częścią zbiorów biblioteki. Każdej edycji konkursu towarzyszy wystawa pokonkursowa w Galerii Ratusza Miejskiego.